# Parque nacional del Monte Frankland
El parque nacional del Monte Frankland es un parque nacional de 374 km² situado en el suroeste de Australia Occidental, Australia, y que forma parte de la zona silvestre de Walpole.

## Ubicación
El parque está situado a unos 330 km al sur de Perth, en la autopista South Western. Las ciudades más cercanas son Manjimup, a 65 km al noroeste, y Walpole, a 20 km al sur del parque. Después de los cercanos parques nacionales de D'Entrecasteaux y Shannon, es la mayor zona protegida de la región.

## Historia
Mientras exploraba la zona al norte y al oeste de Albany en 1829, el Dr. Thomas Braidwood Wilson subió al monte Lindesay. Desde allí, trazó un mapa de las elevaciones circundantes, incluido el Monte Frankland, que lleva el nombre de Georg Frankland, el entonces Agrimensor General de Tasmania. La zona que rodea esta elevación de granito, también llamada Caldyanup por los aborígenes, fue declarada parque nacional el 23 de diciembre de 1988.
A la superficie de 308 km² de entonces, se añadieron 2,6 km² en 2004 y otros 62,7 km² en 2005, de modo que la superficie del parque en la actualidad es de 373,59 km².

## Flora y fauna
Parte del parque nacional del Monte Franklin está formado por bosques de jarrah (Eucalyptus marginata), karri (Eucalyptus diversicolor) y red tingle (Eucalyptus jacksonii). Allí se pueden encontrar más de 50 especies de aves, entre ellas águilas, especies de papamoscas y una colorida especie de malúridos (Malurus). En la otra parte del parque nacional predomina un paisaje de brezales sin árboles.